# エバートン・ノゲイラ
エヴェルトン・ノゲイラ（Everton Nogueira、1959年12月12日 - ）は、ブラジルの元サッカー選手。ポジションはミッドフィールダー。
Jリーグ時代の登録名はエバートン。日産、マリノスではボランチまたはトップ下として活躍、常に全力を出す姿勢と、豊富な運動量で攻守に大きく貢献していた。

## 経歴
1976年、ブラジルのロンドリーナECでデビューし、ポルトガルのFCポルトなどに在籍した。
1990年、サンパウロFCでともにプレーした経験があるオスカー監督を慕って日産自動車サッカー部に加入した。1991年に監督が清水秀彦に代わった後も主力選手として活躍し、1992年・1993年の天皇杯連覇などに貢献した(第71回天皇杯全日本サッカー選手権大会決勝の読売戦では1得点を決めた)1992年のJリーグカップ9月23日の鹿島アントラーズ戦ではハットトリックを決めている。
また1993年5月のJリーグ開幕戦、ヴェルディ川崎（現在の東京ヴェルディ）戦では貴重な同点ゴールを決め、2-1での勝利に貢献した。1994年には外国人枠の関係で出場機会が減り京都パープルサンガ（現在の京都サンガF.C.）へ移籍。サッカーでは珍しい背番号0 を付けてプレーしていたがそのシーズン限りで現役引退をした。
その後はブラジルに帰国し、カンピオナート・ブラジレイロ（ブラジル全国選手権）1部クラブであるアトレチコ・ミネイロの育成部門の責任者としてサッカーに携わっている。

## 個人成績
| 国内大会個人成績 | 国内大会個人成績 | 国内大会個人成績 | 国内大会個人成績 | 国内大会個人成績 | 国内大会個人成績 | 国内大会個人成績 | 国内大会個人成績 | 国内大会個人成績 | 国内大会個人成績 | 国内大会個人成績 | 国内大会個人成績 |
| 年度             | クラブ           | 背番号           | リーグ           | リーグ戦         | リーグ戦         | リーグ杯         | リーグ杯         | オープン杯       | オープン杯       | 期間通算         | 期間通算         |
| 年度             | クラブ           | 背番号           | リーグ           | 出場             | 得点             | 出場             | 得点             | 出場             | 得点             | 出場             | 得点             |
| 日本             | 日本             | 日本             | 日本             | リーグ戦         | リーグ戦         | JSL杯/ナビスコ杯 | JSL杯/ナビスコ杯 | 天皇杯           | 天皇杯           | 期間通算         | 期間通算         |
| ---------------- | ---------------- | ---------------- | ---------------- | ---------------- | ---------------- | ---------------- | ---------------- | ---------------- | ---------------- | ---------------- | ---------------- |
| 1990-91          | 日産             | 27               | JSL1部           | 19               | 4                | 4                | 2                |                  |                  |                  |                  |
| 1991-92          | 日産             | 7                | JSL1部           | 19               | 8                | 2                | 2                |                  |                  |                  |                  |
| 1992             | 横浜M            | -                | J                | -                | -                | 9                | 7                | 5                | 4                | 14               | 11               |
| 1993             | 横浜M            | -                | J                | 21               | 5                | 4                | 2                | 0                | 0                | 25               | 7                |
| 1994             | 横浜M            | -                | J                | 1                | 0                | 0                | 0                | -                | -                | 1                | 0                |
| 1994             | 京都             | 0                | 旧JFL            | 14               | 2                | -                | -                | 0                | 0                | 14               | 2                |
| 通算             | 日本             | 日本             | J                | 22               | 5                | 13               | 11               | 5                | 4                | 40               | 18               |
| 通算             | 日本             | 日本             | JSL1部           | 38               | 12               | 6                | 4                |                  |                  |                  |                  |
| 通算             | 日本             | 日本             | 旧JFL            | 14               | 2                | -                | -                | 0                | 0                | 14               | 2                |
| 総通算           | 総通算           | 総通算           | 総通算           | 74               | 19               | 19               | 15               |                  |                  |                  |                  |

その他の公式戦
- 1990年
  - コニカカップ 6試合1得点
- 1991年
  - コニカカップ 6試合3得点
- 1992年
  - ゼロックス・チャンピオンズ・カップ 1試合0得点